# 五つの童画
「五つの童画」（いつつのどうが）は、三善晃の混声合唱組曲。作詩は高田敏子。

## 概説
1968年（昭和43年）度文化庁芸術祭参加作品として、NHKの委嘱により作曲され同年度の芸術祭奨励賞を受賞した。初演は、合唱＝東京混声合唱団、指揮＝田中信昭、ピアノ＝田中瑤子。三善の混声合唱曲でははじめてピアノを伴う曲であり、「この時のピアノは、ある実験的なモニュメントに、ぼくの中ではなっていたと思います」と三善は述べる。三善の作品群の中では、『三つの抒情』（1962年）のような旋律的な作品から『王孫不帰』（1970年）のような前衛的な作品へと作風が変化する過渡期の作品である。
高田の書き下ろしの詩に作曲した。「高田敏子さんは書き下ろされると私のところに『どう？』と言って詩を送ってくださる。それを『こうしてください』とか『書き直してください』と、何回もやりとりした覚えがあるんです」「詩人がまず詩作という最初のプロセスを引き受けるわけです」と、詩人と作曲家の共同作業であったことを三善は強調する。日本語の多様な語り方を引き出すために詩の音数に合わせ自由に拍子を変化させ、ときに高田の詩を自由に分解し再構築している（高田と三善の共同作は他に『嫁ぐ娘に』（1962年）があるが、「私の詩をそのまま使われたのは『砂時計』だけだ」と高田は言う。）。「童画」というタイトルであるが、そこに描かれているのは残酷な物語であり、一読しただけでそこに愛や希望といったものを見出すのは難しく、大変な難曲であるが「日本の合唱史に燦然と輝く名曲」と評価されている。

## 曲目
全5曲からなる。
1. 風見鳥
2. ほら貝の笛
3. やじろべえ
4. 砂時計
5. どんぐりのコマ

## 楽譜
NHK出版から出版された初版譜は絶版となったが、パナムジカが復刻版を出版している。